# Pseudoscaphirhynchus
Genre
Pseudoscaphirhynchus est un genre de poissons d'eau douce et saumâtre appartenant à l'ordre des Acipenseriformes.

## Liste d'espèces
Au 22 novembre 2021, il existe, selon FishBase, NCBI, WoRMS et ITIS, 3 espèces du genre Pseudoscaphirhynchus:
- Pseudoscaphirhynchus fedtschenkoi (Kessler, 1872)
- Pseudoscaphirhynchus hermanni (Kessler, 1877)
- Pseudoscaphirhynchus kaufmanni (Kessler, 1877)